# Дубровский, Адриан Илларионович
Адриа́н (Адрия́н; Андриа́н, Андрея́н) Илларио́нович (Ларио́нович) Дубро́вский (1732, Москва, Российская империя — не ранее 1779) — русский поэт и переводчик. Наряду с Н. Н. Поповским и И. С. Барковым, считался учеником М. В. Ломоносова.

## Биография
Адриан Илларионович Дубровский родился в Москве, в 1732 году, в семье священника. Обучался в Славяно-греко-латинской академии. 22 марта 1748 года был отобран из класса пиитики В. К. Тредиаковским для продолжения образования в Академическом университете в Санкт-Петербурге.
Дубровскому было всего пятнадцать лет, он был самым младшим из числа студентов, обративших на себя внимание Тредиаковского. Проверка его знаний, проведённая уже в Петербурге, показала, что он недостаточно знает латынь, чтобы слушать лекции в университете, где все курсы читались на латинском языке. Поэтому Дубровского на некоторое время отправили в Академическую гимназию доучиваться.
В мае 1751 года он уже сдал экзамены за второй курс университета, особо отличившись в философии и словесных науках. В 1755 году Дубровский, всё ещё оставаясь студентом, был назначен преподавателем латыни в «верхний латинский класс» и в течение двух лет еженедельно занимался с этим классом. В 1755 году его собирались назначить справщиком (корректором) в типографию Морского кадетского корпуса, но по прошению от 27 марта оставили при Академии. В 1757 году он был произведён в академические переводчики.
Литературную деятельность Дубровский начал, заменив переехавшего в Москву Н. Н. Поповского, в качестве переводчика официальных стихов Я. Я. Штелина. Штелин при этом в первое время жаловался на поэтическую беспомощность Дубровского, которому из-за слабого знания немецкого языка требовался подстрочник.
1 января 1755 года датирован перевод Дубровского «Похождение Телемака, сына Улиссова» (1699) Фенелона, первый на русском языке, выполненный рифмованным александрийским стихом. Сохранилось лишь начало песни I. Три завершённые, но остающиеся неизвестными «книги» (песни) этого перевода упомянуты В. К. Тредиаковским в «Предъизъяснении» к «Тилемахиде», где он говорит об известном ему рукописном стихотворном переводе первых трёх книг «Телемака», сделанном недавно, представленном ему на просмотр и им одобренном:
Другим … в нынешнее точно время, зная, что всякой пииме, по превосходству ж первенствующей над всеми ироической, должно тещи определенною мерою, потщались прелагать Тилемаха ещё вновь, стихами, и сими иамвическими, да и с так именуемою окончательною рифмою. Сообщены мне были три первые книги и сего рифмического преложения, да просмотрю оные. Понравилось начинание: похвалил я стремительство, ещё и поострил ободрением трудоположника к продолжению дела. Подлинно и сей труд есть достохвален. Но … ироическия пиимы течению не свойственны как рифмы, так и стопы мер иамвических.Василий Кириллович Тредиаковский, Тилемахида, т. I, СПб., 1766, с. ХLVIII

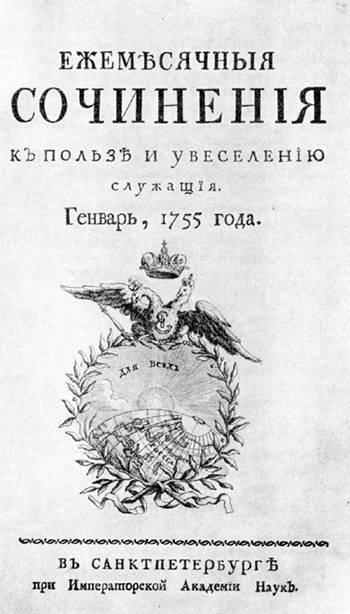
Журнал «Ежемесячные Сочинения», где печатался А. И. Дубровский

В августе 1755 года в «Ежемесячных сочинениях» Дубровский опубликовал оригинальную поэму «На ослепление страстями», посвящённую этической проблематике «философии оптимизма»; этико-философская тема её близка к четвёртому письму поэмы «Опыта о человеке» А. Попа и одновременно к натурфилософским стихам М. В. Ломоносова, напр. в связи с трактовкой идеи о множественности миров; высказывалось предположение, что поэма могла быть отредактирована Ломоносовым.
В 1756 году перевёл и напечатал в «Ежемесячных сочинениях» диалог Вольтера «О славе. Разговор с китайцем». Важен как самое раннее проявление в русской литературе интереса к китайской теме у Вольтера, которая была одним из значительных аспектов его общественно-философской мысли.

## Сочинения и переводы
- Дубровский А. Д. Смерть и дровосек : стихотворение // Ежемесячные сочинения, к пользе и увеселению служащие. — 1755. — Т. II (июль). — С. 95.
- Дубровский А. Д. На ослепление страстями : поэма // Ежемесячные сочинения, к пользе и увеселению служащие. — 1755. — Т. II (август). — С. 127—140.
- Дубровский, А. Д. Ворон, хотящий орлу последовать : басня // Ежемесячные сочинения, к пользе и увеселению служащие. — 1755. — Т. II (октябрь). — С. 382.
- Дубровский, А. Д. Лев и комар : басня // Ежемесячные сочинения, к пользе и увеселению служащие. — 1755. — Т. II (октябрь). — С. 382.
- Дубровский, А. Д. Три эпитафии на скупого // Ежемесячные сочинения, к пользе и увеселению служащие. — 1755. — Т. II (декабрь). — С. 566.
- Дубровский, А. Д. Три Муретовы эпиграмы, с переводом // Ежемесячные сочинения, к пользе и увеселению служащие. — 1756. — Т. IV (июль). — С. 31—32.
- Дубровский, А. Д. О славе, разговор с китайцем. Перевод из Вольтера. = De la gloire, ou Entretien avec un Chinois // Ежемесячные сочинения, к пользе и увеселению служащие. — 1756. — Т. IV (сентябрь). — С. 303—307.
- Дубровский А. Д. Овидиева элегия // Ежемесячные сочинения, к пользе и увеселению служащие. — 1756. — Т. IV (октябрь). — С. 379—381.
- Дубровский А. Д. Загадки // Ежемесячные сочинения, к пользе и увеселению служащие. — 1756. — Т. IV (декабрь). — С. 584.
- Дубровский А. Д. Овеновы эпиграмы // Ежемесячные сочинения, к пользе и увеселению служащие. — 1756. — Т. IV. — С. 585—587.
- Вольтер Ф. М. Заира. Трагедия Вольтера / Перевел с французских российскими стихами А[дриан] Д[убровский]. — СПб. : Сенатская типография, 1779. — 98 с.